# Iowa Energy
Iowa Energy és un equip de bàsquet nord-americà que juguen en l'NBA Development League, la lliga de desenvolupament afavorida per l'NBA. Tenen la seua seu en la localitat de Das Moines, en l'estat de Iowa. L'equip es va fundar l'any 2007, i forma part de la Divisió Central juntament amb Dakota Wizards, Fort Wayne Mad Ants i Sioux Falls Skyforce.